# 健康づくりのためのオタワ憲章

世界保健機関

カナダ

オタワ

健康づくりのためのオタワ憲章（けんこうづくりのためのオタワけんしょう、Ottawa charter for health promotion）は、1986年に世界保健機関によって作成された健康づくりについての憲章である。1986年11月17-21日にカナダの首都オタワにて開かれた、第1回健康づくり国際会議にて採択された。

## 背景
1977年の第30回世界保健総会は、2000年までに世界市民が経済的生産力のある健康水準を得られるよう、健康づくりの重要性を強調した。そして、欧州各地の対策委員会は、WHOの欧州事務局における健康づくりのための戦略をたてた。

## 健康の前提条件
健康づくりのためのオタワ憲章では、健康づくりには欠かせない、健康の前提条件が明示された。
1. 平和
2. 住居
3. 教育
4. 食糧
5. 収入
6. 安定した環境
7. 持続可能な資源
8. 社会的公正と公平

これらの健康の前提条件は、1998年に健康の社会的決定要因として整理された。

## 3つの基本戦略
健康づくりに向けた3つの基本戦略が確認された。
1. 推奨する: 健康の利点を明らかにすることで、健康的な環境の創造を推進する
2. 可能にする: 健康のための機会や資源を確保することで、健康面での潜在能力を引き出せるようにする
3. 調停する: 健康の追求において利害関係の対立する立場を仲立ちし、健康づくりにむけた妥協点を模索する

基本戦略には社会学に由来する用語群が多用されている。理解の一助として、これらの用語について解説する。
可能にする（enable）とは、個人や集団の協働により、人的・物質的資源を流動化する取り組みである。これは、協働を通じた能力付与（エンパワーメント）を意味する。人的・物質的資源の流動化とは、例えば、健康情報へのアクセスの提供、個人スキル開発の促進、保健政策の制定に向けた政治的手段へのアクセスの支援である。
推奨する（advocate）とは、政治的誓約（マニフェスト）、政治的支援、社会的受容そして制度的支援を得るため、個人と社会の活動の連携を促すことである。これは、健康的な生活状況を整えるため、そして健康的な生活様式を獲得するための、個人と集団の支持にもとづいた取り組みである。この取り組みには、例えば、定義済みの課題をめぐる利益団体を通じた報道機関の利用、対政府広報活動（ロビー活動）、地域の流動化などがある。アドボカシーを参照して下さい。
仲介する（mediate）とは、個人と地域のさまざまな（個人的社会的経済的）利益、あるいは、さまざまな（公的私的）部門の和解を模索することである。人々の生活様式と生活状況は、否応無く、さまざまな利益と部門に摩擦をもたらす。この摩擦には、例えば、アクセスの利害関係、資源の利用と分布、個人や組織の慣習に対する制約がある。
健康づくりでは、これらを戦略として、5つの活動領域における課題を確認し、取り組むこととなる。

## 5つの活動領域
健康づくりに向けた5つの活動領域が確認された。
1. (政策) 保健政策の制定 - 健康づくり政策は、法律制定、財政措置、課税、組織の改変からなる多様で相補的なアプローチを一本化します。健康づくり政策のために、非保健部門が保健政策を採択する際の障害を確認し、またその障害を取り除く方法を開発しましょう。
2. (環境) 支援環境の整備 - 健康づくり戦略の視点から、自然で魅力的な環境の保護と天然資源の保全に取り組みましょう。勤労、余暇、生活環境は、人々の健康の源です。
3. (地域) 地域活動の強化 - 地域の発展は、人的物質的資源を通じて自立と社会的支援を充実させ、住民参加を推進し、保健課題にとりくむ柔軟な制度の整備につなげましょう。これには、資金的支援と保健情報への、徹底的かつ連続的なアクセスが必要です。
4. (個人スキル) 情報スキルと教育スキルを介した個人スキルの開発 - 人々が（生涯を通じて）そのすべてのステージの準備をできるようにし、また、慢性疾患や外傷への心配を緩和することが、重要です。これを学校、家庭、勤労、地域の現場において促進しましょう。
5. (医療)疾病の予防と健康づくりのための医療の再設定 - 保健部門は、臨床的治療的業務を果たす責任から離れ、健康づくりへ向かいましょう。医療の再設定には、医師の教育と訓練を転換し、ヘルスリサーチに注目することが必要です。

保健政策の制定は、保健部門（日本では厚生労働省）だけではなく、全ての省庁の決定が国民の健康に直接の影響をもたらしている、ということを踏まえている。全ての行政機関での決定が、保健政策としての一面を備えていなければ、健康づくりは達成されない。保健部門だけの働きでは、健康づくりは達成されないのである。保健政策についてのアデレード勧告を参照して下さい。
支援環境の整備は、健康の支援環境についてのスンツバル声明においてより深く掘り下げられている。
医療の再設定は、医師が積極的に健康づくりの考え方を推奨していくことで、健康づくりの考え方の普及に拍車かがかかるのではないかとの期待に基づく領域である。高度先端医療による医療費の増大、生物医学モデルに基づく医療従事者の序列と専門医への分化の弊害、薬害など古今の医療批判は、医学の発展が健康づくりに寄与していないという主張に統合されている。

## シンボルマーク
オタワ憲章のシンボルマークは、第1回健康づくり国際会議において作成された。以来、世界保健機関は、このシンボルマークをオタワ憲章にある健康づくりの支持表明として、また健康づくりの象徴として扱っている。

## オタワ憲章以降
オタワ憲章以降、以下の宣言、憲章が採択されている。
- 第2回健康づくり国際会議の保健政策についてのアデレード勧告(1988)
- 第3回健康づくり国際会議の健康の支援環境についてのスンツバル声明(1991)
- 第4回健康づくり国際会議の健康づくりを21世紀へと誘うジャカルタ宣言(1997)
- 第5回健康づくり国際会議の健康づくりのためのメキシコ声明(2000)
- 第6回健康づくり国際会議の健康づくりのためのバンコク憲章(2005)

- 日本: 健康づくりに関する京都宣言(2002)
- アメリカ合衆国: ヘルシー・ピープル2010(2000)
- 世界保健機関: Health for all targets in 1997
- 世界保健機関: Health 21 in 1999[13]
- 世界保健機関: 食事と運動、健康についての世界戦略 (2004)[14]
- イギリス: Our Healthier Nation[15]
- イギリス: National Plan[15]